# Oschiri
Oschiri är en ort och kommun i provinsen Sassari i regionen Sardinien i Italien. Kommunen hade 3 265 invånare (2017).